# Eksperyment Rutherforda
Eksperyment Rutherforda – seria eksperymentów przeprowadzonych w latach 1908–1913 przez Hansa Geigera i Ernesta Marsdena pod kierunkiem Ernesta Rutherforda, z których ten z 1909 roku uznaje się za najważniejszy w Laboratorium Fizyki na Uniwersytecie w Manchesterze, w celu zbadania wewnętrznej struktury atomu. Wyniki eksperymentu wykazały po raz pierwszy istnienie jądra atomowego, powodując upadek ówcześnie obowiązującego modelu „ciasta z rodzynkami” i rozwój planetarnego modelu Rutherforda.

## Tło historyczne
Popularną teorią opisującą strukturę atomu w czasie przeprowadzania eksperymentu Rutherforda była teoria bazująca na modelu „ciasta z rodzynkami”. Model ten został opracowany w 1904 roku przez J. J. Thomsona, naukowca, który odkrył elektron. Według jego teorii, ujemnie naładowane elektrony pływały wewnątrz jednorodnej kuli naładowanej dodatnio – jak rodzynki w cieście. Był to model dominujący na temat budowy atomu dopóki nie został obalony przez Ernesta Rutherforda w jego analizie doświadczenia ze złotą folią, opublikowanej w 1911 roku.
Doświadczenie ze złotą folią było przeprowadzone pod nadzorem Rutherforda na Uniwersytecie w Manchesterze w 1909 roku przez naukowca Hansa Geigera i studenta Ernesta Marsdena. Doświadczenie nazwano imieniem Rutherforda, szefa Wydziału Fizyki na Uniwersytecie w czasie przeprowadzania eksperymentu, ponieważ nowe teorie, będące wnioskami z wyników tych badań, pochodzą głównie z jego prac.

## Metoda doświadczalna i wyniki

Góra: Wyniki oczekiwane: cząstki alfa przenikają przez model atomu Thomsona bez zakłóceń.
Dół: Wyniki obserwowane: niewielka część cząstek była odchylona, wskazując na mały, skoncentrowany dodatni ładunek. Uwaga: na ilustracji nie jest zachowana skala; w rzeczywistości jądra atomowe są znacznie mniejsze niż powłoki elektronowe

Eksperyment Rutherforda składał się z serii testów, w których dodatnio naładowane cząstki alfa (jądra helu) bombardowały cienki arkusz złotej folii. Jeśli model atomu zaproponowany przez Thomsona był prawidłowy, to duże cząstki alfa powinny przenikać przez folię bez większych zakłóceń. Tego można by oczekiwać, gdyż cząstki alfa są ciężkie, a ładunek według Thomsona jest szeroko rozproszony. Jednakże rzeczywiste wyniki zaskoczyły Rutherforda. Mimo że wiele cząstek alfa przeniknęło przez folię, tak jak oczekiwano, tor wielu z nich był znacznie odchylony, a niektóre z nich nawet się odbiły i wróciły w kierunku źródła promieniowania alfa.
W szczegółach, strumień promieniowania alfa, generowany przez rozpad radioaktywny radonu w ołowianym pojemniku z otworem, był skierowany na arkusz bardzo cienkiej złotej folii. Ekran pokryty siarczkiem cynku obserwowany pod mikroskopem był detektorem; ekran z mikroskopem mógł być obracany dookoła złotej folii, aby móc obserwować cząstki, których tor został odchylony o zadany kąt. Zgodnie z obowiązującym modelem Thomsona, cząstki alfa powinny być odchylone co najwyżej o kilka stopni; mierząc wzór rozproszonych cząstek oczekiwano uzyskania rozkładu ładunku wewnątrz atomu. Jednak zaobserwowano, że bardzo niewielki odsetek cząstek był odchylony o kąty znacznie większe niż 90 stopni. Cytując:

To było chyba najbardziej niewiarygodne zdarzenie w moim życiu. To tak, jakby pocisk artyleryjski wielkiego kalibru, wystrzelony w kierunku serwetki, odbił się od niej i powrócił do strzelającego.

## Wnioski
Dane uzyskane w eksperymencie pokazały, że model atomu Thomsona był nieprawidłowy. Fakt, że wiele cząstek było odchylonych lub wręcz odbitych oznaczał, że atom ma skoncentrowany środek z dodatnim ładunkiem i relatywnie dużą masą. Cząstki alfa albo musiały bezpośrednio zderzać się z dodatnio naładowanym środkiem, albo przelatując w niewielkiej odległości od niego ulegać oddziaływaniom z dodatnim ładunkiem. Ponieważ duża liczba cząstek przenikała przez folię praktycznie bez zakłóceń, dodatni środek musiał być odpowiednio mały w porównaniu do wymiarów atomu – co oznaczało, że wewnątrz atomu przeważają „pustki”.
Ponieważ tor znacznej większości dodatnich cząstek alfa nie ulegał odchyleniom, Rutherford został zmuszony do wniosku, że pozostała część atomu to obszar o bardzo małej gęstości. Cały ładunek był zgromadzony w środkowym obszarze atomu o bardzo dużej gęstości. Rutherford postawił hipotezę, że obie te właściwości mieszczą się w tej samej strukturze fizycznej, którą nazwał „ładunkiem centralnym”, nazwanym później jądrem atomowym. Stąd pochodzi obecne wyobrażenie nuklearnego atomu – struktury z dodatnio naładowanym środkiem (jądrem) o wielkiej gęstości i ujemnie naładowanymi elektronami krążącymi dookoła jądra na względnie dużej odległości w porównaniu do wymiarów jądra.
Rutherford przedstawił swoją interpretację wyników doświadczenia w słynnej publikacji z 1911 roku. Był on w stanie definitywnie odrzucić model atomu Thomsona, ponieważ żadne z ujemnych „ciałek” (tj. elektronów) nie zawierało wystarczającą ilość ładunku lub masy aby silnie oddziaływać z cząstkami alfa, ani też rozproszone dodatnie „ciasto” czy chmura dodatniego ładunku w której elektrony miały się znajdować. Zamiast tego, Rutherford zasugerował, że wielka ilość ładunku i masy atomu jest skoncentrowana w fizycznie bardzo małym obszarze (w porównaniu do wymiaru całego atomu), tworzącego bardzo silne pole elektryczne. Zaproponował, że poza „ładunkiem centralnym” (nazwanym później jądrem atomowym) atomy wypełnia pusta przestrzeń. Na podstawie doświadczenia Rutherford był w stanie powiedzieć, że ładunek jądra atomowego był dodatni i używał następującego języka dla obrazowania sytuacji:

Dla konkretności, rozważ przejście cząstki alfa o dużej prędkości przez atom o dodatnim ładunku środkowym Ne, a otoczonego przez kompensujący ładunek N elektronów.

Rozważając, pod względem energetycznym, możliwości penetracji przez cząstki alfa o znanej masie i energii kinetycznej w kierunku ładunku środkowego 100e (1,6022×10−17 C), Rutherford był w stanie obliczyć, że promień ładunku centralnego złota musiał być fizycznie mniejszy (ile razy mniejszy, nie potrafił określić) niż 3,4×10−14 metra (współcześnie przyjmuje się, że promień jądra atomowego złota to jedna piąta tej wartości). Po zastosowaniu tej reguły do atomu złota, którego rozmiar był znacznie większy: promień około 1,5×10−10 metra – zaskakujące było stwierdzenie, że rozmiar ładunku centralnego jest mniejszy niż {\displaystyle {\tfrac {1}{4000}}} średnicy atomu.
Rutherford zastosował ściśle newtonowskie metody w analizie rozpraszania niskoenergetycznych cząstek alfa z tego eksperymentu. Później, kiedy metody mechaniki kwantowej stały się w pełni dostępne, okazało się, że dają one takie same wyniki jak te wyprowadzone przez Rutherforda metodą klasyczną.
Mimo że model atomu Rutherforda sam w sobie miał liczne problemy związane z rozmieszczeniem ładunku elektronu i ruchem, które zostały rozwiązane przez rozwój mechaniki kwantowej, główny wniosek z eksperymentu, istnienie jądra atomowego, jest nadal słuszny.
Odkrycie jądra atomowego przez Rutherforda i zaproponowana budowa atomu została później udoskonalona przez Nielsa Bohra w 1913 roku. Model atomu Bohra to podstawowy model atomu stosowany obecnie. Opis atomu stworzony przez Rutherforda stworzył podstawy pod wszystkie przyszłe modele atomów i rozwój fizyki jądrowej.